# NGC 1390
NGC 1390 è una galassia a spirale barrata situata nella costellazione dell'Eridano, a una distanza di circa 52 milioni di anni luce dalla nostra Via Lattea.

## Scoperta
La galassia è stata scoperta nel 1886 dall'astronomo statunitense Frank Muller.

## Descrizione
NGC 1390 ha una classe di luminosità I e presenta una larga riga a 21 cm dell'idrogeno neutro.

## Gruppo di NGC 1370
NGC 1390 fa parte di un terzetto di galassie, il Gruppo di NGC 1370, che include anche NGC 1362.
Il Gruppo di NGC 1370 è incluso nel più vasto Ammasso di Eridano.